# David Gauke
 (mai 2018).
Si vous disposez d'ouvrages ou d'articles de référence ou si vous connaissez des sites web de qualité traitant du thème abordé ici, merci de compléter l'article en donnant les références utiles à sa vérifiabilité et en les liant à la section « Notes et références ».
David Gauke, né le 8 octobre 1971 à Ipswich, est un homme politique britannique, ancien membre du Parti conservateur.

## Biographie
Député de la circonscription de South West Hertfordshire de 2005 à 2019, il exerce plusieurs fonctions gouvernementales dans les successifs premier et second gouvernement de David Cameron et premier et second gouvernement de Theresa May. Il est secrétaire de l'Échiquier au Trésor de mai 2010 à juillet 2014, secrétaire financier du Trésor de juillet 2014 à juillet 2016, secrétaire en chef du Trésor de juillet 2016 à juin 2017, secrétaire d'État au Travail et aux Retraites de juin 2017 à janvier 2018 et lord grand chancelier et secrétaire d'État à la Justice de janvier 2018 à juillet 2019.
Il se présente comme indépendant aux élections générales de 2019, mais perd son siège face à Gagan Mohindra, candidat investi par le Parti conservateur, qu'il quitte peu de temps auparavant.